# 15301 Marutesser
15301 Marutesser è un asteroide della fascia principale. Scoperto nel 1992, presenta un'orbita caratterizzata da un semiasse maggiore pari a 2,8642215 UA e da un'eccentricità di 0,0988020, inclinata di 2,71590° rispetto all'eclittica.